# Das große Ferienabenteuer
Das große Ferienabenteuer (Originaltitel: Vacanze col gangster) ist ein italienischer Schwarz-Weiß-Film aus dem Jahr 1951. In diesem Film debütierte der 12-jährige Mario Girotti, der später unter dem Namen Terence Hill bekannt wurde.

## Handlung
Die fünf Schüler Gianni, Andrea, Mario, Hugh und Nino finden beim Spielen eine Nachricht. Diese stammt von einem Häftling mit der Nummer 5823, der behauptet, unschuldig verurteilt worden zu sein.
In den Sommerferien schmieden die Jungs einen Plan, um den Häftling zu befreien. Dazu senden sie anonym einen präparierten Kuchen in das Gefängnis. Der Kuchen gelangt durch ein Versehen an den Häftling Jack Mariotti (Nummer 6211), einen gefährlichen Verbrecher. Dieser hat mit einem Komplizen die Flucht aus dem Gefängnis geplant.
Ebenfalls mit den Verbrechern unter einer Decke steckt die schöne Sängerin Amelia. Diese kann Gianni davon überzeugen, dass sie die Schwester des Häftlings 5823 sei. Des Weiteren kann Amelia ihn davon überzeugen, den Verbrecher Jack Mariotti ebenfalls zu befreien. Die Jungs verstecken Jack Mariotti in einem Boot. Zu spät müssen sie erkennen, dass sie hereingelegt wurden. Im letzten Moment kommt ihnen die Polizei zu Hilfe.
Am Ende wird der unschuldig verurteilte Häftling 5823 in die Freiheit entlassen.